# Lista Norwegów w polskiej lidze żużlowej
Zawodnicy z Norwegii w lidze żużlowej w Polsce
Uwaga! Niektórzy z zawodników mimo podpisanych umów nie wystąpili w żadnym oficjalnym meczu ligowym swoich drużyn.
(nazwiska w kolejności alfabetycznej)
| Imię i nazwisko             | Klub                                         | Sezon                    |
| --------------------------- | -------------------------------------------- | ------------------------ |
| Björn Ivar Fauske, ur. 1968 | Ostrovia Ostrów Wielkopolski                 | 1990                     |
|                             |                                              |                          |
| Lars Gunnestad, ur. 1971    | Morawski Zielona Góra                        | 1991–1992                |
| Lars Gunnestad, ur. 1971    | Polonia Bydgoszcz                            | 1993                     |
| Lars Gunnestad, ur. 1971    | RKM Rybnik                                   | 2000–2001                |
| Lars Gunnestad, ur. 1971    | Intar Przeglądżużlowy.pl Ostrów Wielkopolski | 2003                     |
|                             |                                              |                          |
| Rune Holta, ur. 1973        | Morawski Zielona Góra                        | 1993                     |
| Rune Holta, ur. 1973        | GKM Grudziądz                                | 1994                     |
| Rune Holta, ur. 1973        | ZKŻ Polmos Zielona Góra                      | 1996 2012                |
| Rune Holta, ur. 1973        | Unia Tarnów                                  | 1997–1998 2007           |
| Rune Holta, ur. 1973        | Włókniarz Częstochowa                        | 1999–2005 2010 2013–2014 |
| Rune Holta, ur. 1973        | Marma Polskie Folie Rzeszów                  | 2006                     |
| Rune Holta, ur. 1973        | Unia Tarnów                                  | 2007                     |
| Rune Holta, ur. 1973        | Caelum Stal Gorzów Wielkopolski              | 2008–2009                |
| Rune Holta, ur. 1973        | Unibax Toruń                                 | 2011                     |
| Rune Holta, ur. 1973        | ŻKS Ostrovia Ostrów Wielkopolski             | 2015                     |
| Rune Holta, ur. 1973        | ROW Rybnik                                   | 2016                     |
|                             |                                              |                          |
| Einar Kyllingstad, ur. 1965 | Stal Gorzów Wielkopolski                     | 1992                     |